# Schima wallichii
Schima wallichii là một loài thực vật có hoa trong họ Theaceae. Loài này được Choisy miêu tả khoa học đầu tiên năm 1854.

## Hình ảnh

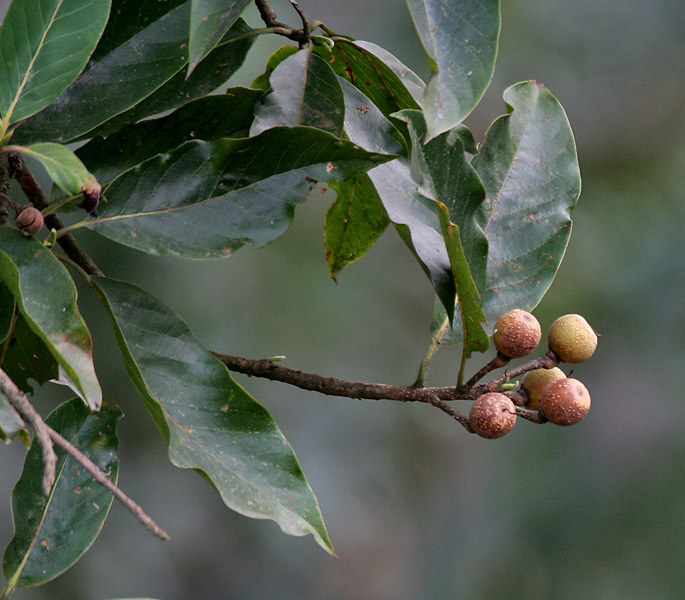
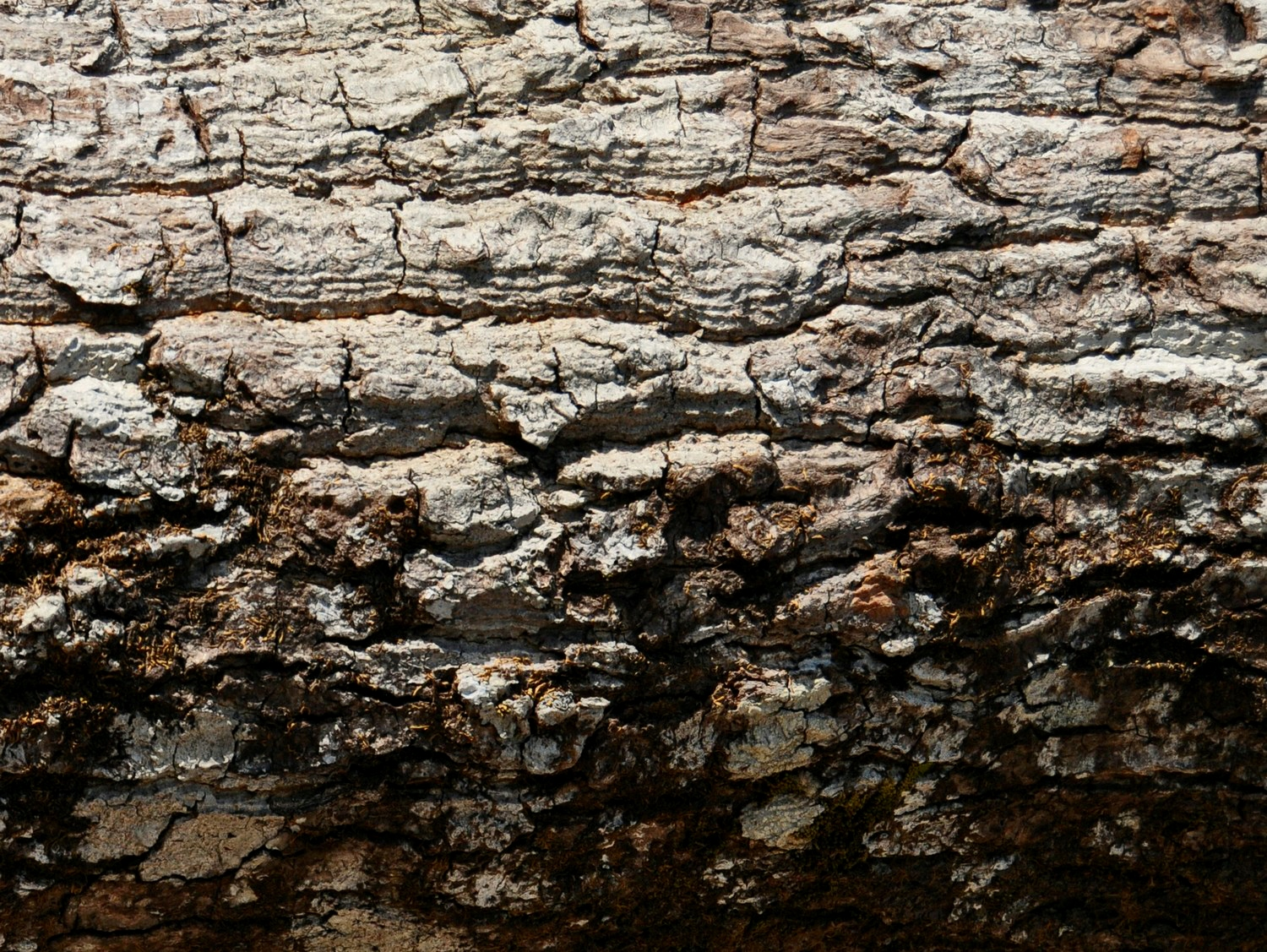
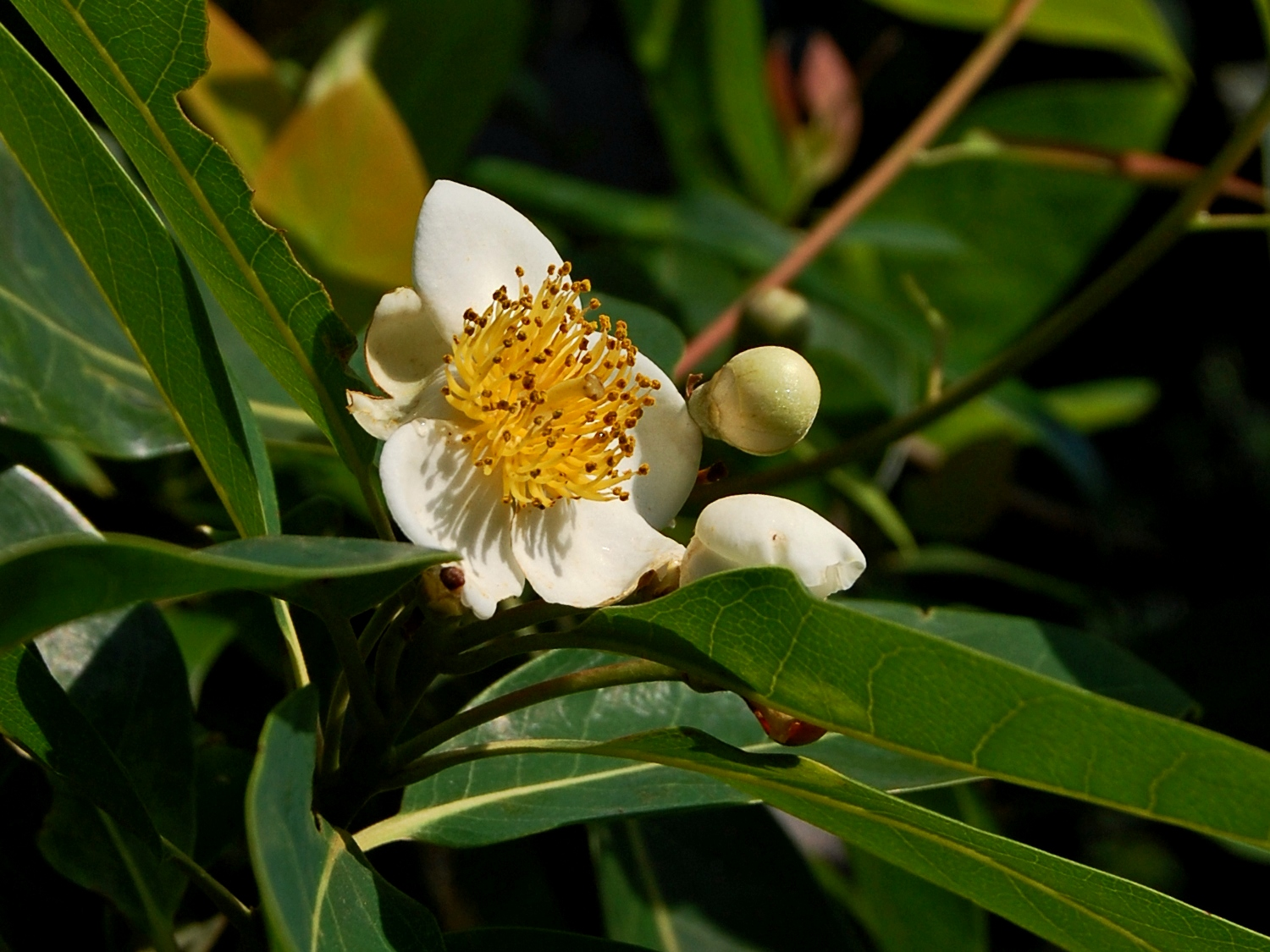
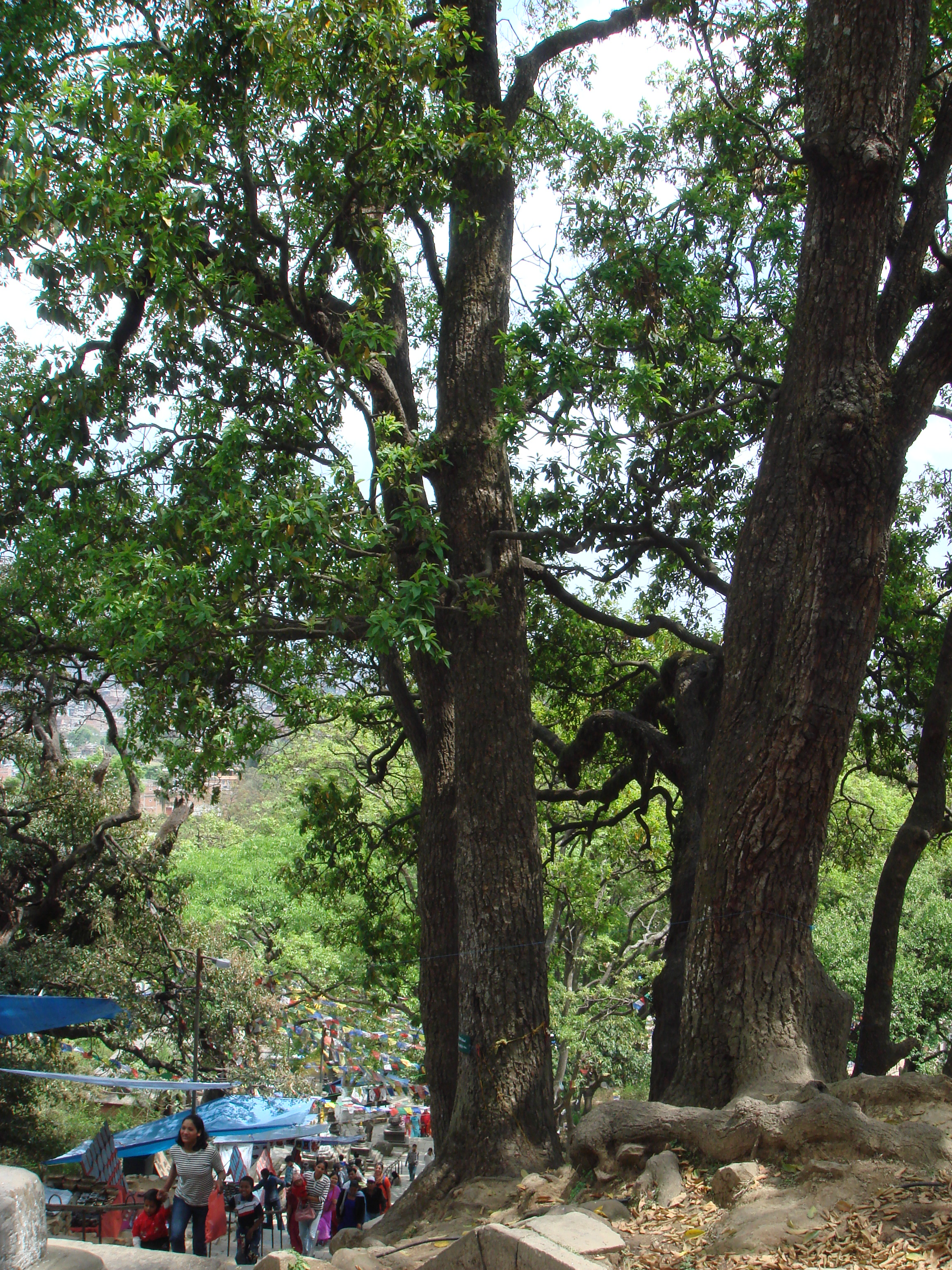